# Hergé

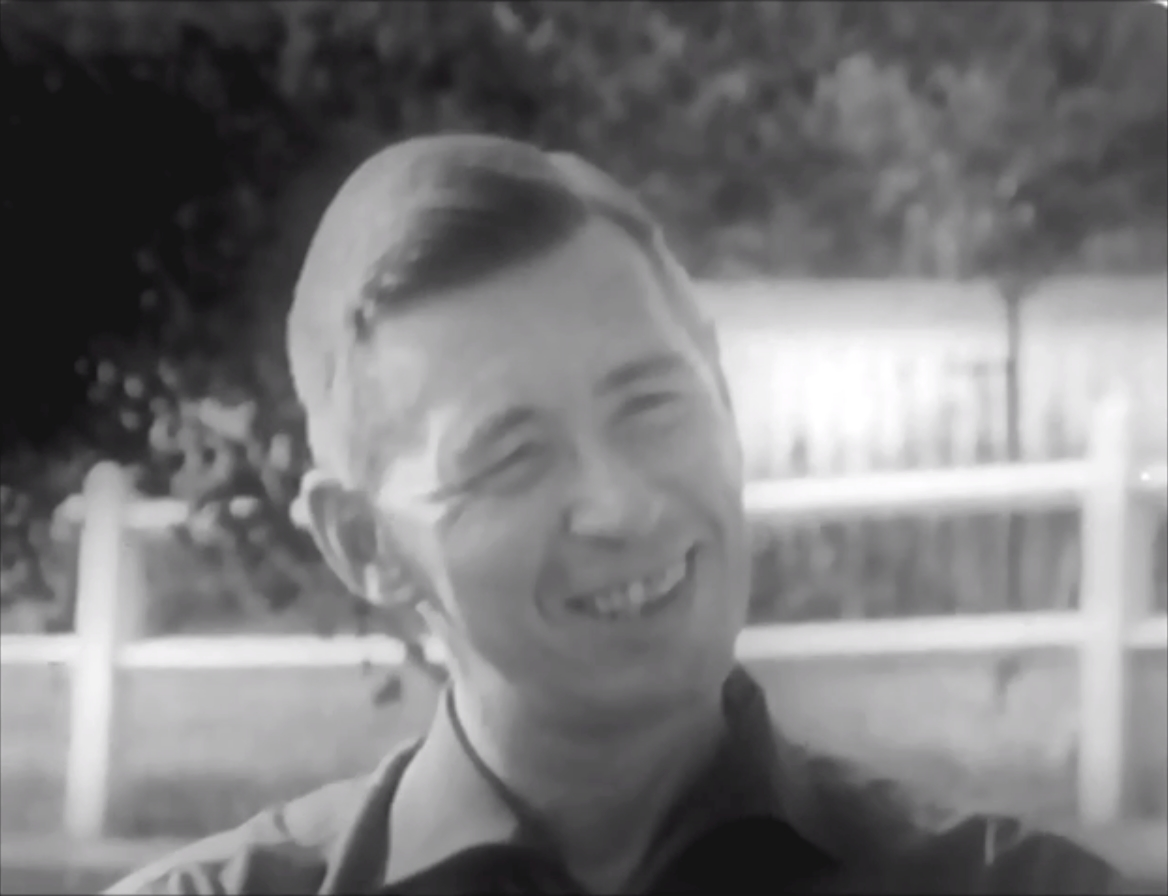
Hergé (1962)

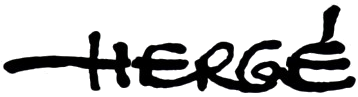
Signatur

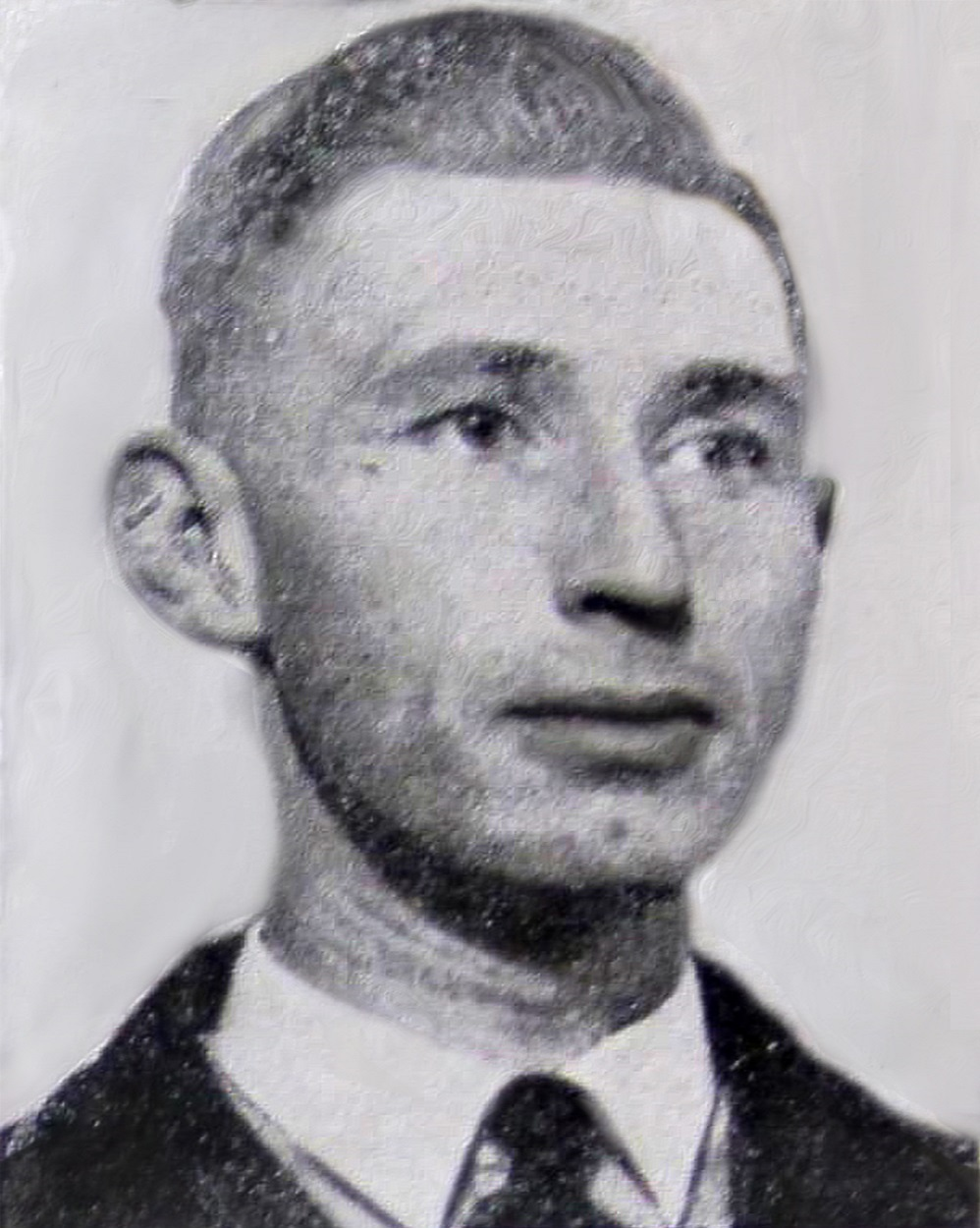
Hergé (1940)

Georges Prosper Remi alias Hergé (Aussprache [ɛʁˈʒe]; * 22. Mai 1907 in Etterbeek bei Brüssel; † 3. März 1983 in Woluwe-Saint-Lambert bei Brüssel) war ein belgischer Comiczeichner. Sein Pseudonym ergibt sich aus seinen französisch ausgesprochenen und umgedrehten Initialen RG. Hergés bekanntestes und umfangreichstes Werk sind die Abenteuer von Tim und Struppi, die er von 1929 bis zu seinem Tod schrieb und zeichnete. Andere Serien, die Hergé zeichnete und textete, sind Stups und Steppke, Paul und Virginia und Jo, Jette und Jocko. Mit seinem Werk beeinflusste er die Comic-Kultur in Europa erheblich.

## Leben

### Kindheit und Jugend

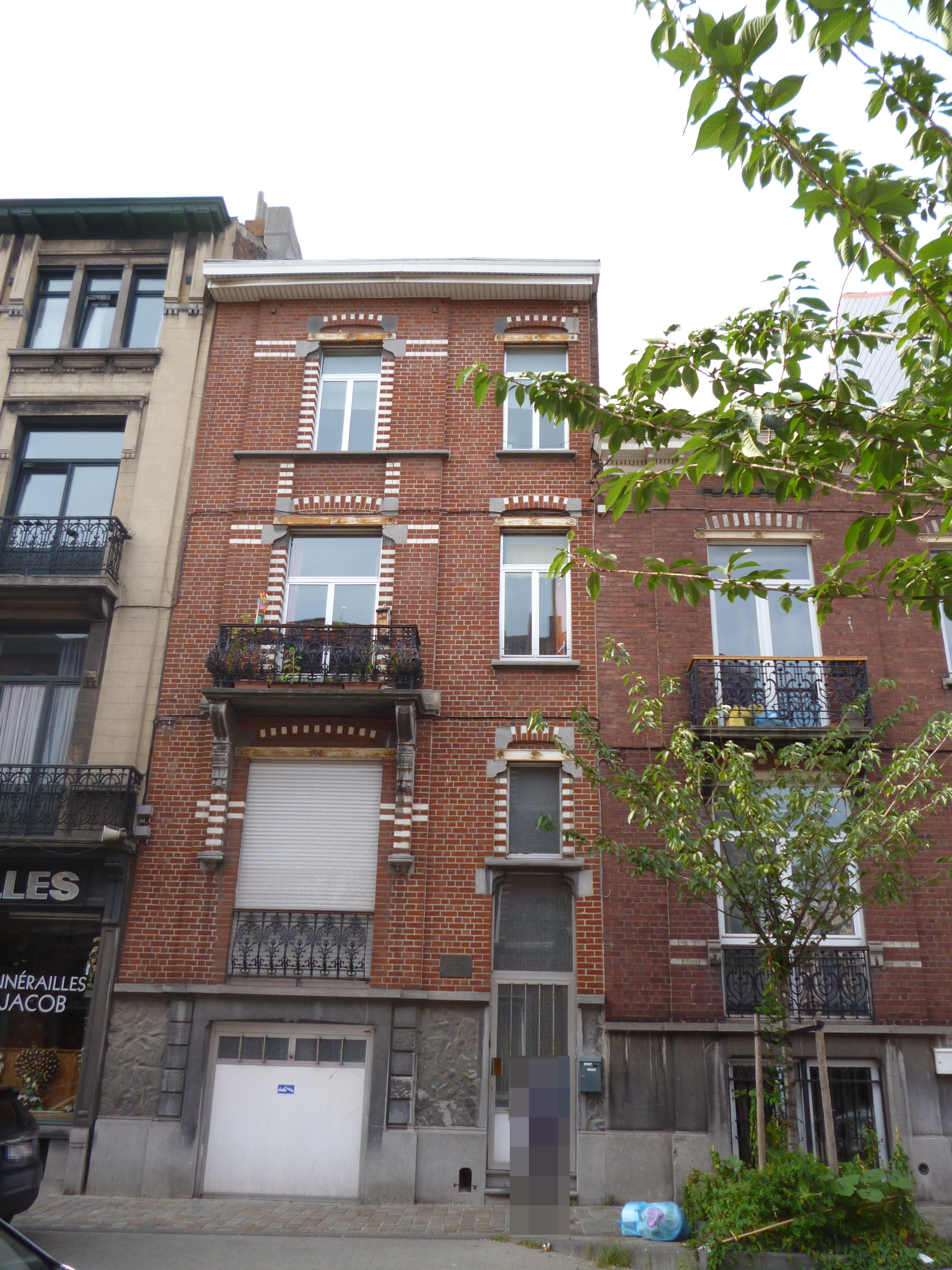
Hergés Geburtshaus in der Rue Philippe Baucq 33 (früher: Rue Cranz 25). Es erinnert nur noch eine Gedenktafel.

Georges Remi wurde als Sohn von Alexis und Elisabeth Remi am 22. Mai 1907 geboren und wuchs in einem stark konservativ und katholisch geprägten Milieu auf. Seine ersten vier Schuljahre fielen in die Zeit des Ersten Weltkriegs, in dessen Verlauf Brüssel von den Deutschen besetzt wurde. Georges, dessen Vorliebe für das Zeichnen sich bereits früh zu entwickeln begann, porträtierte schon in der Grundschule auf den Rändern seiner Schulbücher deutsche Soldaten. Er war ein ausgezeichneter Schüler.
Im Jahr 1920 wechselte Georges auf Wunsch des katholischen Arbeitgebers seines Vaters an die katholische Schule „Saint-Boniface“, wo jeder Tag mit einer Messe begonnen wurde und die Lehrerschaft vollständig aus Priestern bestand. Für Georges Remi begann damit der Eintritt in ein katholisches Milieu, das für seine weitere Entwicklung enorme Bedeutung gewinnen sollte. Dieser Einfluss intensivierte sich noch, als er kurz darauf auch der Association des Scouts Baden-Powell de Belgique, einem katholischen Pfadfinderbund, beitrat, der ihm die Möglichkeit eröffnete, in verschiedenen Sommerlagern viele europäische Länder zu bereisen. Auch seine Arbeit als Comiczeichner war später stark von der Ethik der Pfadfinderbewegung und seinen frühen Reiseerlebnissen geprägt.
Hergé sagte im Nachhinein über seine Kindheit: „Sie […] war gänzlich unbedeutend und in keiner Weise ein poetisch verklärtes Paradies“.

### Arbeit als Comiczeichner
1921 veröffentlichte Hergé in der Zeitschrift jamais assez seine erste Zeichnung.
Im Februar 1924 veröffentlichte er seinen noch mit Untertiteln versehenen Comic Die Abenteuer von Totor im Pfadfindermagazin Le Boy-Scout Belge. Für Le Boy-Scout Belge fertigte Hergé noch diverse andere Zeichnungen. Hiermit begann sein Aufstieg als Zeichner innerhalb des katholischen und konservativen Lagers. Georges wurde Mitglied des Mouvement d’Action catholique und trat der Association catholique de la Jeunesse belge (A.C.J.B.) bei. Er kam damit in Kontakt mit katholischen Jugendorganisationen, die sich gerade im Laufe der 1920er und 1930er Jahre immer weiter radikalisierten. Georges machte hier die Bekanntschaft von Personen wie Léon Degrelle und Raymond De Becker, die später bereitwillig mit den deutschen Besatzern kollaborierten. Die Bekanntschaft ging sogar so weit, dass Hergé sich bereit erklärte, Bücher Degrelles (Histoire de la guerre scolaire, 1932) und De Beckers (Le Christ, roi des affaires, 1930 und Pour un ordre nouveau, 1932) zu illustrieren.
Nach dem Realschulabschluss 1925 arbeitete er bei der katholischen Zeitung Le XXe Siècle (oder Le Vingtième Siècle), wo er sich zunächst aber mit einer einfachen Verwaltungsstelle beim Abonnementservice begnügen musste. Le XXe Siècle war eine in den klerikalen und konservativen Kreisen der Großregion Brüssel vielgelesene Zeitung, die unter der Führung von Pater Norbert Wallez eine radikale Wandlung erlebte. Wie sehr Wallez’ Persönlichkeit sich in der politischen Ausrichtung des XXe Siècle niederschlug, belegt folgendes Zitat:

„Man ist hier nicht nur Juden, Kommunisten und Freimaurern gegenüber feindlich eingestellt, das versteht sich von selbst. […] die Zeitung vertritt eine Denkweise, die allem kritisch gegenübersteht, was mit Politik, Geld, […] und generell mit Modernität in Zusammenhang steht.“

Nachdem er 1927 seinen Militärdienst absolviert hatte, wurde Hergé 1928 die Verantwortung für die Kinderbeilage Le Petit Vingtième von Le XXe Siècle übertragen. Er begann, Geschichten im Le Petit Vingtième zu illustrieren, was ihm erste Anerkennung im Verlag brachte, ihn aber nicht zufriedenstellte. Er beschloss, im Stil der amerikanischen Comicstrips mit Sprechblasen eine eigene Geschichte zu zeichnen. So erschien vom 10. Januar 1929 bis zum 8. Mai 1930 im Le Petit Vingtième das erste Tim-und-Struppi-Abenteuer namens Tim im Lande der Sowjets auf direkten Wunsch des antibolschewistischen Wallez. Hergés Hauptquelle stellte das Buch Moscou sans voiles (dt. Moskau ohne Schleier) von Joseph Douillet dar, in dem der Autor ein stark antikommunistisch verzerrtes Bild zeichnete, das sich auf Hergés Comic übertrug. Der Kritiker Michael Farr meinte hierzu: „Eine seiner [gemeint ist der Comic] größten Schwächen liegt in der starken Abhängigkeit von Douillets geradezu absurd tendenziösem Buch, das im Grunde genommen Hergés einzige Quelle darstellte.“ Tim im Lande der Sowjets zeigt dennoch auch einige Passagen, die aus heutiger Sicht ein nicht übertriebenes Bild der Zeit des Stalinismus zeichnen.
Ab Januar 1930 veröffentlichte Hergé mit Stups und Steppke (original Quick et Flupke) den ersten Comic einer weiteren Reihe, die die Abenteuer zweier Straßenjungen aus Brüssel schildert. Viele Jahre produzierte er diese vergleichsweise erfolglosen Einseiter parallel zu den langen Geschichten mit Tim und Struppi. Deren zweites Abenteuer, Tim im Kongo, gilt heute als ebenso umstritten wie der Erstling Tim im Lande der Sowjets. War es bei jenem die strikte Verteufelung des Bolschewismus, so ist es hier der Kolonialismus, der bis heute ein schlechtes Licht auf das Album wirft. Wieder hatte Norbert Wallez großen Einfluss auf das Werk; er hatte Hergé davon abgehalten, Tim wie geplant in seinem zweiten Auftritt direkt nach Amerika reisen zu lassen. Auf Wallez’ ausdrücklichen Wunsch hin begaben sich Tim und Struppi stattdessen also zunächst in den Kongo, um bei den jugendlichen Lesern des Petit Vingtième Begeisterung für die belgische vocation coloniale und für die katholische Missionierung des Kongo zu wecken. Vor dem Hintergrund der Ausbeutung des Kongo und der besonders unter der Herrschaft Leopold II. begangenen Kongogräuel erscheinen die sehr prokolonialistischen Darstellungen innerhalb des Albums als zumindest naiv, wenn nicht gar als offen rassistisch. Kritik an der belgischen Herrschaft wird nicht einmal in Ansätzen geübt.
1932 heiratete Hergé Germaine Kieckens, die Sekretärin von Norbert Wallez, dem Direktor von Le XXe Siècle. Die Ehe blieb kinderlos und wurde 1975 geschieden.
Einen Umbruch brachte das fünfte Tim-und-Struppi-Abenteuer Der Blaue Lotos. Hergé hatte am Schluss des vorherigen Abenteuers erwähnt, dass Tim nach China reisen würde. Pater Gosset, der Kaplan der chinesischen Studenten an der Katholischen Universität Löwen, schrieb daraufhin an Hergé und bat ihn, bei jenem Unterfangen vorsichtig vorzugehen. So kam es im Frühjahr 1934 zu einem Treffen zwischen Hergé und Gosset, der ihn zudem mit Zhang Chongren (bekannt als Tschang Tschong-jen) bekannt machte, einem jungen Bildhauerstudenten an der Brüsseler Académie des Beaux-Arts. Die beiden jungen Künstler wurden rasch Freunde; Tschang führte Hergé in chinesische Geschichte, Kultur und Kunst ein. Beeinflusst durch diese Erfahrungen wollte Hergé fremde Kulturen und Schauplätze fortan so exakt wie möglich beschreiben. Als Zeichen der Dankbarkeit fügte er zudem einen erfundenen Tschang Tschong-jen in Der Blaue Lotos ein, einen jungen Chinesen, der auf Tim trifft sowie sein Freund wird.
Eine andere Auswirkung seiner Freundschaft mit Tschang war, dass Hergé den Kolonialismus kritischer zu betrachten begann, hier speziell die Interessen des japanischen Reiches in China. Der blaue Lotos hat als Folge eine deutlich antiimperialistische Botschaft und stand damit im Gegensatz zur vorherrschenden Meinung im Westen, die den Japanern wohlmeinend gegenüberstand. Von verschiedener Seite gab es nach dem Erscheinen scharfe Kritik; japanische Diplomaten protestierten sogar beim belgischen Außenministerium.
Tschang beendete sein Studium in Brüssel und kehrte nach China zurück. Der Kontakt brach bei der Eroberung Chinas durch die Japaner ab und konnte erst mehr als vierzig Jahre später wieder aufgenommen werden.
1935 zeichnete der Künstler für die französische Wochenzeitschrift Coeurs vaillants die ersten Seiten der Serie „Jo, Jette und Jocko“ (Jo, Zette et Jocko) um zwei Geschwister und ihren Schimpansen. Die Serie ist die einzige, die nicht auf Hergés Initiative entstand. Die Zeitungsredaktion habe als Kontrast zur Figur Tim eine Geschichte mit einem Kind gefordert, „das einen Vater hat, der arbeiten geht, und das eine Mutter, eine Schwester und ein Haustier hat“.
Davon erschienen im Laufe der Zeit drei Abenteuer in fünf Bänden, von denen vor allem das letzte, Das Tal der Kobras, als den Tim-und-Struppi-Abenteuern qualitativ ebenbürtig betrachtet wird. 1939 begonnen, konnte es erst 1954 fertiggestellt werden.

### Zweiter Weltkrieg
1939 wurde Hergé von Song Meiling, der Frau Chiang Kai-shek's, in die Republik China eingeladen, weil er in Der blaue Lotos zugunsten des chinesischen Volkes Stellung bezogen hatte; der einsetzende Krieg verhinderte die Reise jedoch. Im gleichen Jahr wurde er in die belgische Armee einberufen und die Arbeit am neuesten Abenteuer Im Reiche des Schwarzen Goldes dadurch unterbrochen. Nach der Besetzung Belgiens durch die deutschen Truppen 1940 wurde er aus der Armee entlassen.
Le Petit Vingtième, in dem Tims Abenteuer bisher veröffentlicht worden waren, wurde von den Besatzern eingestellt. Hergé akzeptierte daraufhin ein Angebot des Le Soir, Brüssels führender französischsprachiger Zeitung, inzwischen von seinem alten Freund Raymond De Becker als Chefredakteur geführt, einen neuen Tim-und-Struppi-Comic zu produzieren. Der deutsche Chef der Militärverwaltung, Alexander von Falkenhausen, bemühte sich, Le Soir als führende Zeitung Belgiens für die eigenen Zwecke einzusetzen, und brachte sie unter deutsche Kontrolle. So kam es, dass die Zeitung damals als Sprachrohr der Nazi-Besatzungstruppen fungierte. Ungeachtet dessen folgte Hergé De Becker und akzeptierte damit die Arbeit in einer Zeitung, die mittelbar durch die deutsche Propagandaabteilung gesteuert wurde. Dies machte Kompromisse erforderlich, Im Reiche des Schwarzen Goldes musste wegen der anti-faschistischen Grundaussage der Geschichte zunächst unvollendet bleiben. So begann Hergé die Arbeit an Die Krabbe mit den goldenen Scheren, das erste von sechs Alben, die er während des Krieges herausgab. Es wurde als Fortsetzungsgeschichte in der Zeitschrift Le Soir Jeunesse ab Oktober 1940 vorveröffentlicht und enthielt den ersten Auftritt des Kapitän Haddock.
Während des Krieges ergaben sich zwei wesentliche Änderungen in der Arbeitsweise von Hergé. Wegen des Papiermangels wurden nicht mehr zwei Seiten pro Woche produziert wie beim Le Petit Vingtième, sondern täglich ein drei bis vier Bilder umfassender Bildstreifen. Um unter diesen Voraussetzungen dennoch Spannung erzeugen zu können, integrierte Hergé mehr Gags und mehr Action in die Geschichten. Auch konnte er aufgrund der politischen Lage nicht mehr auf aktuelle Ereignisse eingehen und wich daher auf eher fantastischen Stoff aus: eine Expedition zu einem Meteoriten (Der geheimnisvolle Stern), eine Schatzsuche (Das Geheimnis der Einhorn und Der Schatz Rackhams des Roten) sowie eine Geschichte um einen alten Inka-Fluch (Die sieben Kristallkugeln und Der Sonnentempel). In diesen Geschichten wurden die handelnden Personen mehr in den Vordergrund gerückt, und in Der Schatz Rackhams des Roten wurde mit Professor Bienlein eine neue wichtige Figur eingeführt. Haddock, Bienlein und einige andere Figuren bildeten im Laufe der Alben eine Art Ersatzfamilie für den immer als alleinstehend dargestellten Tim. Die Leserschaft reagierte überwiegend positiv auf die Veränderungen, und die Buchausgaben dieser Geschichten gehören zu den beliebtesten der Serie.
Trotz seiner Zurückhaltung bezüglich aktuellen Geschehens und relativ unpolitischer Geschichten, die Hergé während der Besatzungszeit veröffentlichte, gelang es ihm nicht, völlig neutral zu bleiben. 1940 illustrierte Hergé das antijüdische Buch Fables von Robert de Vroylande, wobei er sich stark an antisemitischen Karikaturen aus demselben Zeitraum orientierte. Der geheimnisvolle Stern enthält des Weiteren einen Wettlauf zwischen zwei Expeditionen, der zum Zweikampf zwischen Europa und Amerika wird; auch dies wird heute negativ rezipiert. Der skrupellose US-amerikanische Bankier, der die Expedition des amerikanischen Forscherteams finanziert, trägt in der Ursprungsfassung des Comics mit Blumenstein einen jüdischen Namen. In der heutigen überarbeiteten Fassung des Albums fährt das gegnerische Forscherteam unter der Flagge eines Phantasiestaates, der Bankier wurde in Bohlwinkel umbenannt; dennoch erinnert vor allem die Darstellung von Bohlwinkels Physiognomie an antisemitische Karikaturen.
1943 traf Hergé E. P. Jacobs und stellte ihn als Hilfe bei der Überarbeitung älterer Geschichten an. Jacobs’ wichtigste Arbeit an der Serie waren seine Zeichnungen der Kostüme und der Hintergründe in der Buchausgabe König Ottokars Zepter. Er zeichnete unter anderem das Titelbild zum Sonnentempel und arbeitete auch an Die sieben Kristallkugeln mit.

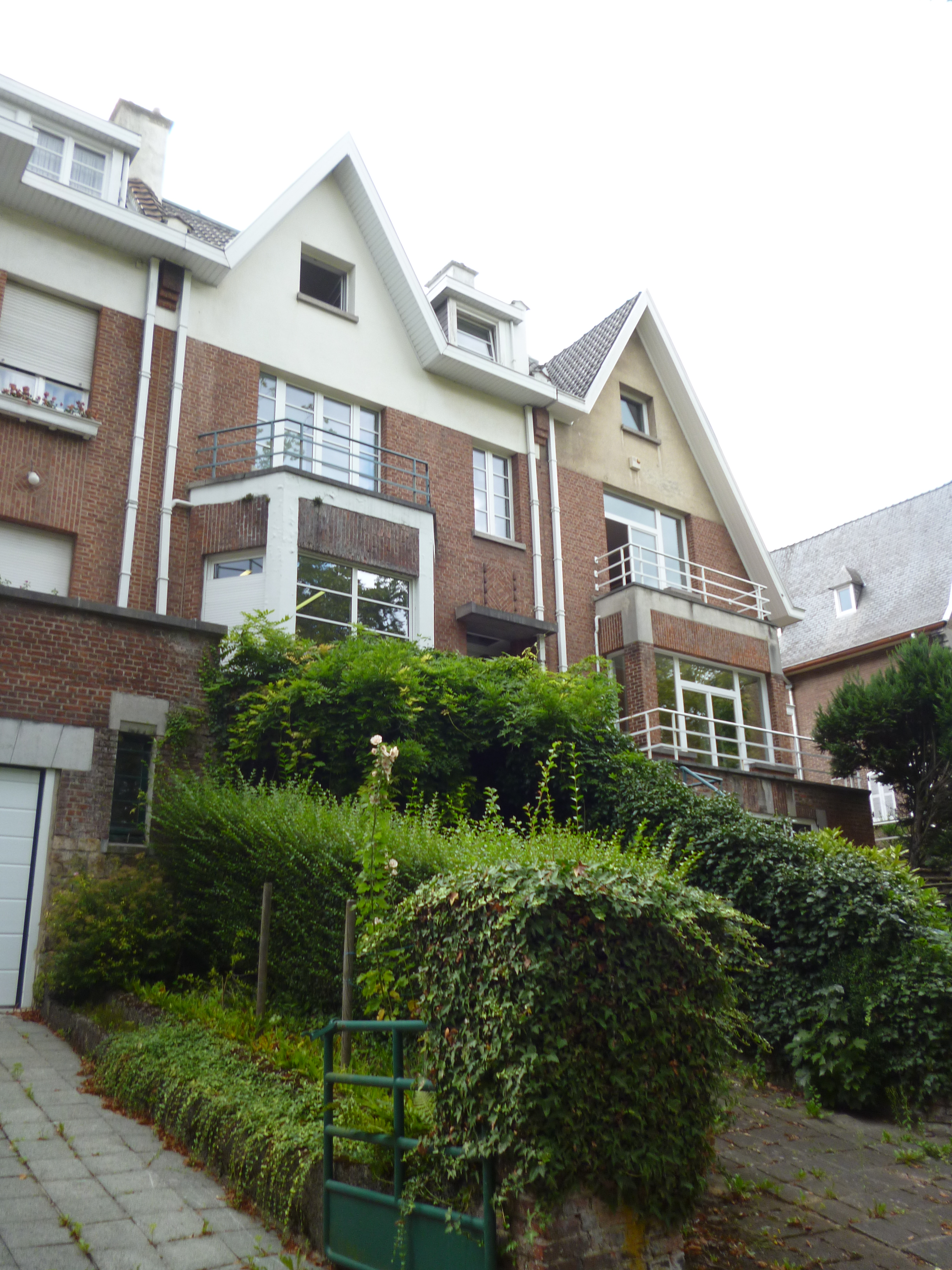
Hergés Wohnhaus von 1939 bis 1953 (Avenue Delleur 17, Watermael-Boitsfort). Es ist in der Nähe einer Villa, die Hergé in Die sieben Kristallkugeln zeichnet.

### Nachkriegszeit
Die Besetzung Brüssels endete am 3. September 1944. Die Veröffentlichung von Tims Abenteuern wurde gegen Ende von Die sieben Kristallkugeln unterbrochen, weil die Alliierten Le Soir schlossen. In den folgenden Jahren sah sich Hergé mit Vorwürfen konfrontiert, die ihn als Nazi-Sympathisanten darstellten. Er wurde von verschiedenen Gruppen insgesamt viermal inhaftiert. Trotz seiner Mitarbeit an der von den Besatzern kontrollierten Zeitung Le Soir wurde er jedoch letztlich nicht verurteilt. Tatsächlich findet man in den vor dem Krieg produzierten Geschichten mehrere kritische Äußerungen über den Faschismus (so etwa in König Ottokars Zepter). Wie andere frühere Angestellte der von den Nationalsozialisten kontrollierten Presse fand auch Hergé zunächst keine neue Anstellung, die nächsten zwei Jahre arbeitete er daher zusammen mit Jacobs und der neuen Assistentin Alice Devos an Kolorierungen der bisherigen Alben.
1946 wurde Hergé von Raymond Leblanc, dem Verlagschef von Le Lombard angestellt. Der Publizist und Résistance-Kämpfer startete das Magazin Tintin, dessen erste Ausgabe am 26. September desselben Jahres erschien. Die Zeitung, die im Wochentakt erschien, enthielt anfangs in jeder Ausgabe unter anderem zwei Seiten der Tim und Struppi-Abenteuer. Erst jetzt wurde der Abschluss von Die sieben Kristallkugeln veröffentlicht. Tintin startete gut und erreichte rasch eine Auflage von über 100.000 Exemplaren.
Tim und Struppi war stets ohne Nennung von Edgar Pierre Jacobs oder den anderen Assistenten mit „von Hergé“ signiert worden. Als Jacobs’ Anteil an den Arbeiten zunahm, verlangte er jedoch eine Nennung als Koautor, was Hergé ablehnte. So endete schließlich die Zusammenarbeit; Jacobs produzierte von nun an seinen eigenen Comic für Tintin, die erfolgreiche Serie Blake und Mortimer.

### Krisen
Die Arbeit am Tintin-Magazin beanspruchte Hergé sehr. 1949, während der Arbeiten an der neuen Version von Im Reiche des Schwarzen Goldes (die erste Version war unter dem Einfluss des Zweiten Weltkrieges nie fertiggestellt worden), erlitt er einen Nervenzusammenbruch, der ihn zu vier Monaten Arbeitspause zwang. Ein zweiter Zusammenbruch folgte 1950.

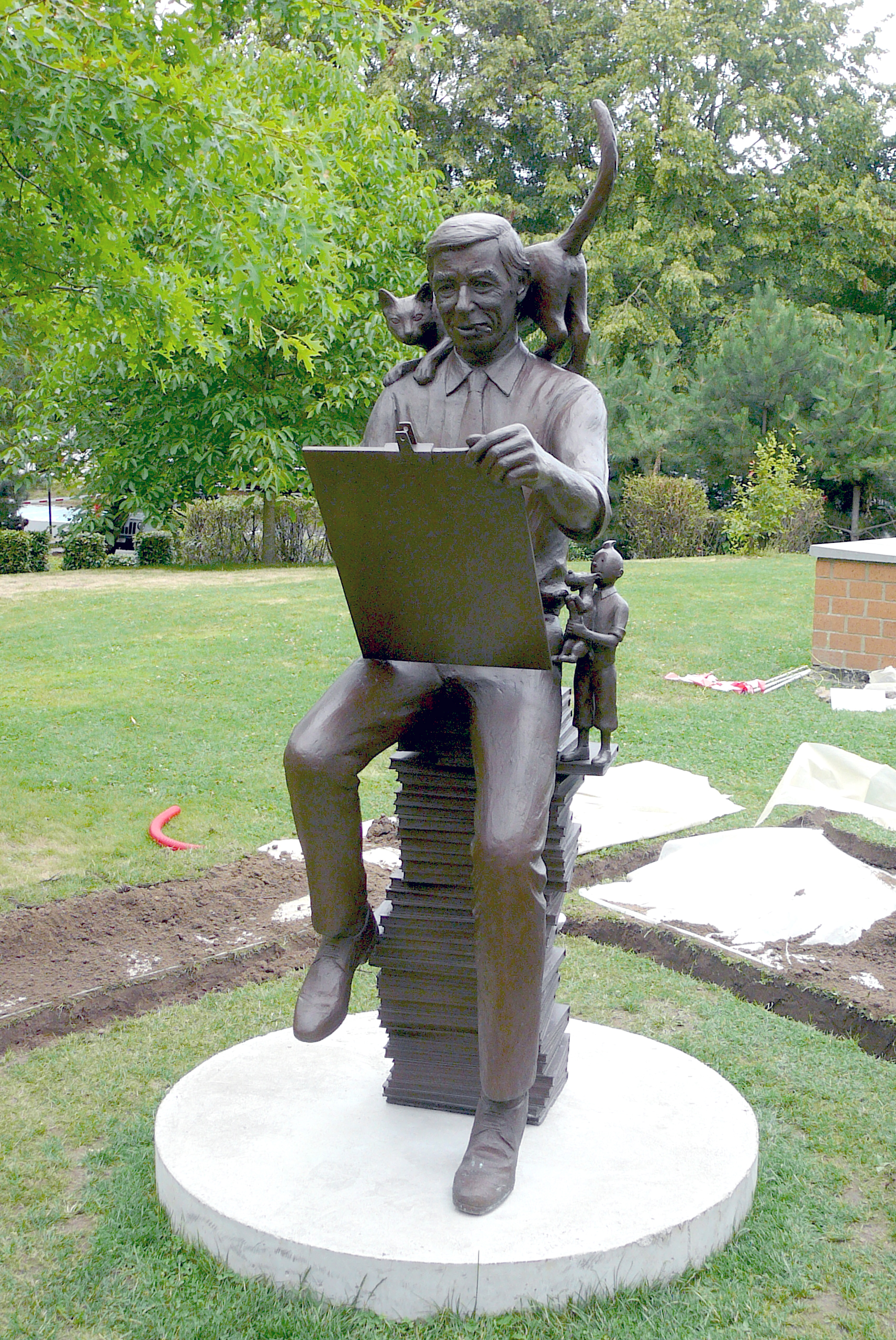
Statue von Hergé von Tom Frantzen in Louvain-la-Neuve

Um Hergé zu entlasten, wurde am 6. April 1950 die Produktionsgesellschaft „Studios Hergé“ gegründet, die verschiedene Assistenten beschäftigte. Die bedeutendsten Künstler des Studios waren Jacques Martin und Bob De Moor. Ihre Mitarbeit, vornehmlich das Zeichnen von Details und Hintergründen, erstreckte sich über alle folgenden Geschichten. Mit Hilfe des Studios, zu dem nun auch Roger Leloup und Jo-El Azara stießen, schaffte es Hergé, zwischen 1954 und 1958 Der Fall Bienlein und Kohle an Bord zu veröffentlichen. Gerade Der Fall Bienlein wurde durchweg positiv aufgenommen.
Nach rund 25 Jahren kam es, ab etwa 1957/58, in Hergés Ehe zu einer großen Krise. Er war in die damals 22-jährige Zeichnerin und Koloristin Fanny Vlaminck (heute Fanny Rodwell) verliebt. Hergés Vorschlag einer Ehe zu dritt hatte seine Frau Germaine abgelehnt. Zudem plagten ihn Albträume von weißen Flächen, weshalb er einen Schweizer Psychoanalytiker konsultierte. Dieser riet ihm, die Arbeit an Tim und Struppi aufzugeben, doch stattdessen schrieb Hergé Tim in Tibet, sein wohl persönlichstes Album.
Von September 1958 bis November 1959 veröffentlicht, dreht sich Tim in Tibet um die Suche nach Tims Freund Tschang, mit dem er sich in Der blaue Lotos angefreundet hatte. Die Suche führt Tim in den Himalaya und erlaubt Hergé so, seine Albträume künstlerisch zu verarbeiten. Die sonst übliche Vielfalt an Charakteren wurde über weite Strecken auf ein Minimum reduziert: Tim, Kapitän Haddock und der Sherpa Tharkey. Hergé bezeichnete dieses stark persönlich gefärbte Abenteuer später als seine Lieblingsgeschichte, deren Vollendung auch in seinem Leben den Beginn eines neuen Abschnitts begleitete. Er trennte sich von seiner Frau und konnte sich zudem von seinen Albträumen befreien. Die Ehe wurde erst 1975 geschieden. Am 20. Mai 1977 heiratete Hergé Fanny Vlaminck.

### Letzte Jahre
Die letzten drei kompletten Abenteuer von Tim und Struppi wurden in wesentlich längeren Abständen produziert: Die Juwelen der Sängerin im Jahr 1961, Flug 714 nach Sydney 1966 und Tim und die Picaros im Jahr 1975. In dieser Zeit eroberte die Serie auch andere Medien. Tim erlangte im französischsprachigen Europa eine große Bekanntheit und Beliebtheit als Werbeträger. Der erste Realfilm, gedreht 1960, trug den Namen Tim und das Geheimnis um das Goldene Vlies; die Hauptrolle wurde wie auch 1964 im Film Tim und Struppi und die blauen Orangen von Jean-Pierre Talbot gespielt. 1969 wurde der erste abendfüllende Zeichentrickfilm, Der Sonnentempel produziert.

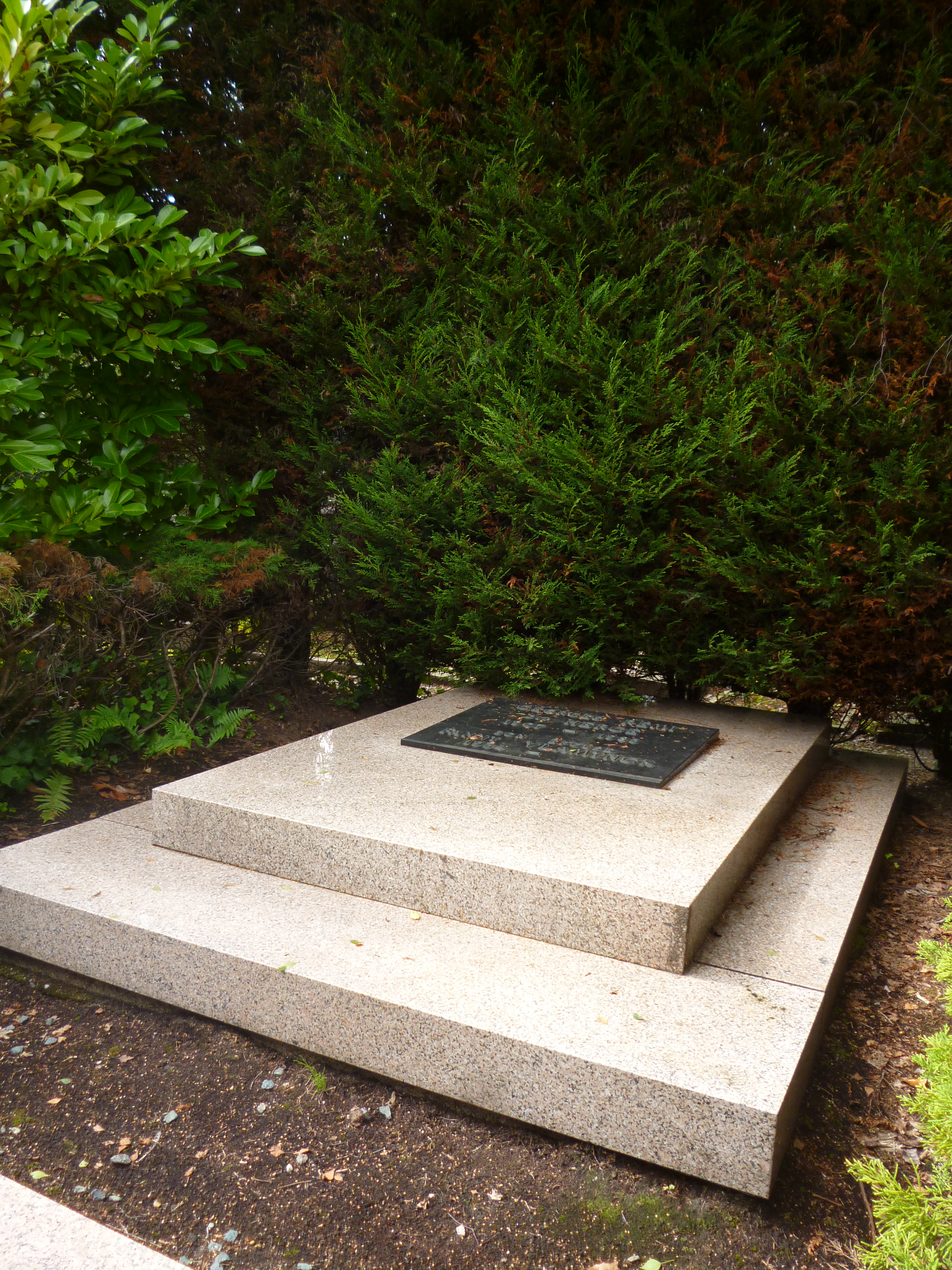
Hergés Grab im Friedhof am Dieweg, Uccle, Brüssel.

Es gelang Hergé, den Kontakt zu Tschang Tschong-jen wiederherzustellen. Nach der Kulturrevolution hatte Tschang als Straßenkehrer gearbeitet, in den 1970er Jahren war er Leiter einer Kunstschule in Shanghai geworden. 1981 trafen sich Hergé und Tschang nach über vierzig Jahren wieder. 1985 zog Tschang nach Paris um, wo er 1998 starb.
Hergé litt seit mehreren Jahren an Anämie (Blutarmut). Am 25. Februar 1983 wurde er ins Krankenhaus eingeliefert, wo er später ins Koma fiel. Der Grund war eine Lungenfehlfunktion. Am 3. März 1983 gegen 22 Uhr starb Hergé im Alter von 75 Jahren trotz der intensiven Versorgung des Universitätsklinikums Saint-Luc, das in der Umgebung von Brüssel liegt. Er wurde am 8. März 1983, seinem Wunsch entsprechend, auf dem Friedhof Dieweg (Cimetière du Dieweg) im Brüsseler Stadtteil Uccle beerdigt, obwohl der Friedhof 1950 für neue Gräber geschlossen worden war.

### Posthume Veröffentlichungen
Hergé verfügte in seinem Testament, dass niemand nach ihm Tim und Struppi weiterführen solle. So wurden auch die Rohentwürfe für sein unvollendetes Abenteuer Tim und die Alpha-Kunst 1986 nur als eine Serie von Skizzen und Notizen veröffentlicht. 1987 schloss seine Ehefrau Fanny die Hergé-Studios und gründete die Hergé-Stiftung. 1988 stellte auch das Magazin Tintin sein Erscheinen ein.
Die Hergé-Stiftung, die den Nachlass und die Rechte an den Comics verwaltet, verhinderte 2001, dass der Band Tim in Tibet in China unter dem Titel Tim und Struppi im chinesischen Tibet erscheint. Von der International Campaign for Tibet (ITC) wurde der Hergé-Stiftung deswegen im Mai 2006 der Light of Truth Award durch den Dalai Lama verliehen.

## Stil und Inhalte

### Inhalte und Erzählweise
Die Comics der Tim und Struppi-Reihe sind hauptsächlich Abenteuer- und Detektivgeschichten, sie enthalten aber auch Fantasy- und Science-Fiction-Elemente. Die Fälle des Helden etwa haben häufig Mysteriöses an sich und spielen teilweise vor historischem Hintergrund. Oft ist die Handlung in entlegenen Regionen der Welt, so im Himalaya oder im Kongo, angesiedelt oder bezieht fremde Kulturen ein. Während der Hund Struppi einen typischen Sidekick darstellt, übernimmt Tim, der Held der Serie, eine Detektivrolle. So sind etwa Sammeln von und Arbeit mit teilweise verschlüsselten Indizien häufig ein Hauptpfeiler der Handlung. Zudem sieht sich Tim oft mit Verbrechern wie beispielsweise Falschgeldbanden (so in Die schwarze Insel) oder Sklavenhändlern (Kohle an Bord) konfrontiert, deren Anführer in vielen Fällen erst gegen Ende bekannt wird. Auf die Lösung des Rätsels folgt in der Regel die abschließende und entscheidende Action-Szene.
Selten integriert Hergé in Anlehnung an das Fantasy-Genre auch Übernatürliches (so etwa in Die sieben Kristallkugeln). Einige Folgen können ob ihrer eindeutigen Aussage auch als politische Kommentare bezeichnet werden. Während frühe Episoden stark auf phantasievolle Handlungen bauen, gewinnen die späteren an Realismus; etwa ab Mitte der 1930er Jahre bemühte sich Hergé auch, die jeweilige Mode und Technik möglichst detailgetreu wiederzugeben.
Der Humor von Tim und Struppi gründet sich in großen Teilen auf visuelle Gags und Situationskomik, die an Slapstick-Filme gerade der 1920er Jahre erinnern; Figuren wie der schwerhörige Professor Bienlein, der cholerische Kapitän Haddock oder die tollpatschigen Detektive Schulze und Schultze eröffnen hierfür zahlreiche Möglichkeiten. Auch Tim und Struppi selbst sind nicht davor gefeit, durch Missgeschicke für Gags herzuhalten, sie stellen also keine „perfekten“ Helden dar.
Hergé arbeitet hauptsächlich mit zahlreichen und kleinen Panels; meist verwendet er vier auf drei Panels pro Seite, wobei das Layout aus jenem festen Schema oft ausbricht. So werden zum Beispiel einzelne Panels horizontal halbiert. Große Panels bilden die absolute Ausnahme, was ihren Effekt verstärkt. Allgemein prägt der Zeichner – in Einklang mit seinem Zeichenstil – eine sehr sachliche Erzählweise. Intensitätsfördernde Effekte wie etwa ungewöhnliche Perspektiven entfallen ganz beziehungsweise zu weiten Teilen. Dafür arbeitet Hergé mit typischen Comicelementen wie Lautmalerei, Comicsymbolen oder Bewegungslinien.

### Zeichenstil
Hergé gilt als Schöpfer des Comicstils der Ligne claire. Seine Zeichnungen sind geprägt von klaren Konturen, die ohne Schraffuren oder Schattierungen auskommen. Die Kolorierung folgt dem und arbeitet ohne Farbverläufe mit einfarbigen Flächen. Besonderes Merkmal ist zudem das Abstraktionsgefälle innerhalb der Zeichnungen: Während die Figuren, besonders die Mimik, stark vereinfacht werden, bemühte Hergé sich gerade ab der Mitte der 1930er Jahre um detailgetreue und realistische Darstellung der Hintergründe und der Requisite.
Hergés Stil wirkte sich maßgeblich auf die franko-belgische Comic-Kultur aus. Weitere Vertreter der ligne claire wurden unter anderem seine Mitarbeiter Bob De Moor, E. P. Jacobs und Jacques Martin.

## Sammler und abstrakter Maler
Hergé hatte eine starke Affinität zur Malerei. Unter den alten Meistern schätzte er Bosch, Brueghel, Holbein und Ingres, deren Züge und reine Linien er bewunderte. Er interessierte sich auch sehr für zeitgenössische Künstler wie Roy Lichtenstein, Andy Warhol und Joan Miró, von denen er seinem Kunstberater und Freund Pierre Sterckx anvertraute, dass er schockiert war. In den 1950er Jahren begann Hergé, Werke zu erwerben, vor allem Gemälde flämischer Expressionisten. Anfang der 1960er Jahre besuchte er die Galerie Carrefour von Marcel Stal und begann durch den Kontakt mit Künstlern, Kritikern und Sammlern, die er dort traf, Werke von Lucio Fontana, Serge Poliakoff und vielen anderen zu erwerben.
1962 wagte Hergé den Schritt, zu malen. Als seinen Privatlehrer wählte er Louis van Lint, einen der bedeutendsten abstrakten Maler seiner Zeit, den er sehr schätzte.

## Publikationen (Sprachversionen)
Im Jahr 2009 wurden seit 1929 weltweit mehr als 230 Millionen Tim und Struppi-Alben in über 90 Sprachen (einschließlich 43 Regionalsprachen) verkauft:
49 Amtssprachen:
Das Jahr bezeichnet das Jahr der Erstveröffentlichung.
Afrikaans (1973) - Amerikanisches Englisch (1959) - Arabisch (1972) - Armenisch (2006) - Bengalisch (1988) - Bulgarisch (2001) - Britisches Englisch (1952) - Mandarin Chinesisch (2001) - Dänisch (1960) - Deutsch (1952) - Esperanto (1981) - Estnisch (2008) - Finnisch (1961) - Französisch (1930) - Griechisch (1968) - Hebräisch (1987) - Indonesisch (1975) - Isländisch (1971) - Italienisch (1961) - Japanisch (1968) - Khmer (2001) - Koreanisch (1977) - Latein (1987) - Lettisch (2006) - Litauisch (2007) - Luxemburgisch (1987) - Malaiisch (1975) - Mongolisch (2006) - Niederländisch (1946) - Norwegisch (1972) - Persisch (1971) - Polnisch (1994) - Portugiesisch (1936) - Brasilianisches Portugiesisch (1961) - Rätoromanisch (1986) - Rumänisch (2005) - Russisch (1993) - Schwedisch (1960) - Serbokroatisch (1974) - Singhalesisch (1998) - Slowakisch (1994) - Slowenisch (2003) - Spanisch (1952) - Taiwanesisch (1980) - Thai (1993) - Tschechisch (1994) - Türkisch (1962) - Ungarisch (1989) - Vietnamesisch (1989).
43 Regionalsprachen:
Alghero Katalanisch (1995) - Berndeutsch (1989) - Elsässisch (1992) - Antwerpisch (Niederländisch, 2008) - Asturisch (1988) - Baskisch (1972) - Borain (2009) - Burgundisch (2008) - Bretonisch (1979) - Bruxellois (2007) - Bruxellois (Niederländisch, 2004) - Kantonesisch (2004) - Katalanisch (1964) - Korsisch - Westindisches Kreol (2009) - Mauritisches Kreol (2009) - Réunion-Kreolisch (2008) - Färöisch (1988) - Flämisch (Ostende, 2007) - Frankoprovenzalisch (Bresse) (2006) - Frankoprovenzalisch (Gruyère, 2007) - Frankoprovenzalisch (vereinheitlicht, 2007) - Friesisch (1981) - Gälisch (1993) - Galicisch (1983) - Welsch (1993) - Walisisch (1978) - Gaumisch (2001) - Niederländisch (Hasselts, 2009) - Niederländisch (Twents, 2006) - Okzitanisch (1979) - Picardisch (Tournai-Lille, 1980) - Picardisch (Vimeu) - Papiamentu (2008) - Provenzalisch (2004) - Tahitianisch (2003) - Tibetisch (1994) - Vogesisch (2008) - Wallonisch (Charleroi) - Wallonisch (Lüttich, 2007) - Wallonisch (Namur, 2009) - Wallonisch (Nivelles, 2005) - Wallonisch (Ottignies) (2006) - Quebecer Französisch (2009)

## Hergé-Museum

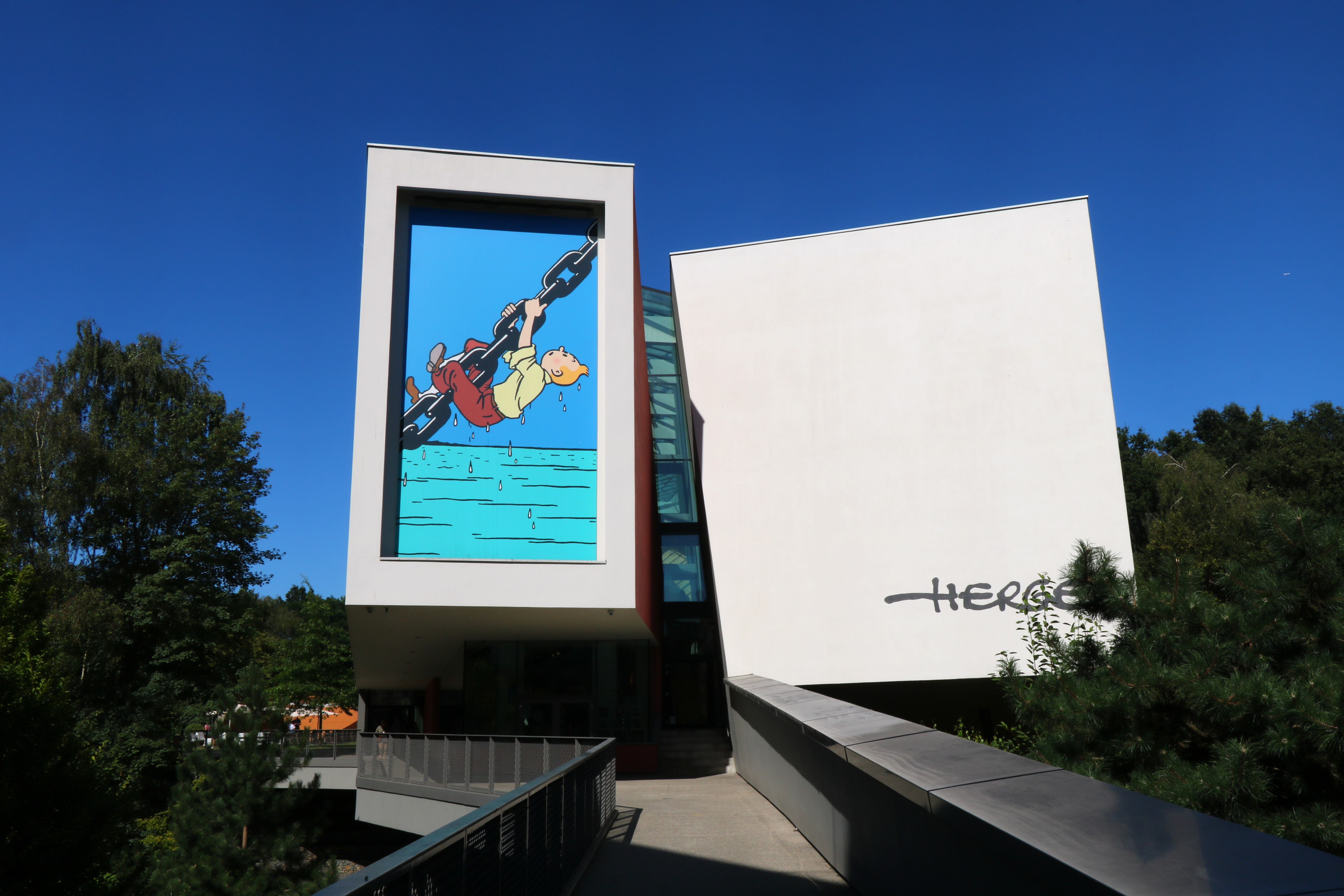
Das Hergé-Museum in Louvain-la-Neuve

Das Musée Hergé befindet sich im Zentrum von Louvain-la-Neuve, einer Stadt südlich von Brüssel. Am 22. Mai 2007, dem hundertsten Geburtstag von Hergé, wurde der Grundstein für das Museum gelegt. Der Architekt war Christian de Portzamparc. Am 2. Juni 2009 wurde das Hergé-Museum eröffnet. Es zeigt ausschließlich das Werk des Künstlers und ist damit das erste Museum in Europa, das einem Comiczeichner und -autoren gewidmet ist.
Das Hergé-Museum beherbergt acht ständige Galerien, in denen Originalkunstwerke von Hergé ausgestellt werden, die zuvor nicht für die Öffentlichkeit zugänglich waren, und erzählt die Geschichte seines Lebens und seiner Karriere.

## Ausstellungen
- 2016/2017: Hergé, Grand Palais, Paris. Katalog und Begleitbuch.

## Dokumentarfilm
- Hergé – Mit Tim & Struppi auf Abenteuer. Regie: Hugues Nancy, Frankreich 2016, 81 Minuten. (Arte).